# Словенска некропола (Матичане)
Словенска некропола у Матичанима је археолошки локалитет на територији општине Приштина. У питању је некропола на којој је откривено је 112 гробова из 10. и 11. века са једноставним гробним ракама укопаним у земљу.
Од покретног археолошког материјала присутан је углавном накит: прстење, наушнице, огрлице и наруквице од стаклене пасте и бронзе. Пронађени су и примерци од сребра и са позлатом што указује на утицај рудника сребра који су се налазили у близини.